# Джовани Градениго
Джовани Градениго (на италиански: Giovanni Gradenigo) е 56-ият венециански дож от 1355 до 1356 г.
Джовани Градениго е племенник на дожа Пиетро Градениго. Избран е на 21 април 1355 г. след екзекуцията на предшественика му Марино Фалиеро.
През юни същата година Венеция подписва мирен договор с Генуа, сложил край на дългогодишното съперничество.
На 8 август 1356 г. Градениго умира, гробът му не е запазен.

## Семейство
Джовани Градениго е женен два пъти – за Адриана Боромео и след това за Марина Капело.